# Sophie-Théodora de Castell-Remlingen
Sophie-Théodora de Castell-Remlingen (12 mai 1703, Castell - 8 janvier 1777, Herrnhut) est une noble allemande de la maison de Castell-Remlingen. 
Elle est le sixième enfant et quatrième fille de Wolfgang-Thierry de Castell-Remlingen (en) et de sa seconde épouse Dorothée-Renée de Zinzendorf. 

## Le mariage et la descendance
Le 7 septembre 1721, elle épouse Henri XXIX Reuss d'Ebersdorf, avec qui elle a eu treize enfants :
- Renate Benigna (1722-1747) ;
- Henri XXIV Reuss d'Ebersdorf (1724-1779) ;
- Henri XXVI (1725-1796) ;
- Henri XXVIII (30 août 1726 — 10 mai 1797), marié à Agnès Sophie (1720-1791), fille de Erdmann II de Promnitz ;
- Sophie Auguste (1728-1753), mariée en 1748, au baron Louis de Weitelfshausen ;
- Charlotte Louise (1729-1792) ;
- Henri XXXI (1731-1763) ;
- Henri XXXII (né en 1733, tué dans la bataille de Lobositz le 1er octobre 1756) ;
- Henri XXXIII (1734-1791) ;
- Henri XXXIV (1737-1806) ;
- Christiane Éléonore (1739-1761) ;
- Mary Elizabeth (1740-1784), mariée en 1765 à Henri XXV, comte Reuss de Lobenstein ;
- Jeanne Dorothée (1743-1801) mariée en 1770 à Christophe Frédéric Levin de Trotha.